# Protobaicalina nigrostriata
Protobaicalina nigrostriata là một loài Trichoptera trong họ Apataniidae. Chúng phân bố ở miền Cổ bắc.